# Gagauzja
Gagauzja, Terytorium Autonomiczne Gagauzji (rum. Găgăuzia, gag. Gagauz Yeri, ros. Гагаузия) – obszar autonomiczny, położony w południowej części Mołdawii.
Gagauzja nie stanowi jednego spójnego obszaru, obejmuje teren pomiędzy miastami Komrat i Ceadîr-Lunga (Çadır Lunga) na północy oraz okolice miasta Vulcănești (Valkaneş) na południu, a także dwie enklawy o charakterze wiejskim (Karbalia oraz Kıpçak).
Rdzenną ludność Gagauzji (ponad 80%) stanowią Gagauzi – turkijskojęzyczni prawosławni chrześcijanie.

## Geografia
Gagauzja zajmuje terytorium 1832 km², czyli nieco ponad 5% całej powierzchni Republiki Mołdawii. Położona jest w południowej części republiki. Gagauzja po części sąsiaduje z Ukrainą. Granica autonomii z Ukrainą stanowi 1/12 granicy Mołdawii z tym państwem. Podzielona jest na 4 części, niepołączone ze sobą żadnym szlakiem.
Stolicą autonomii jest Komrat.

### Obszar
Obszar Autonomii Gagauskiej podlegał drobnym zmianom ponieważ wiele miejscowości, korzystając z możliwości wypowiedzenia się mieszkańców w drodze lokalnego referendum, przyłączało się do Gagauz Yeri bądź też z niej wychodziło. Obligatoryjnie do Autonomii przypisane są tylko te punkty osadnicze, w których Gagauzi stanowią ponad 50% mieszkańców. Najnowsze dane dotyczące obszaru Gagauzji z końca roku 2006 to 1837,9 km², czyli minimalnie więcej, niż podaje to większość źródeł.

### Miejscowości
Administracyjnie obszar Gagauzji dzieli się na: rejony (dolay), miasta oraz wsie (komuny). Stolicą Gagauzji jest Komrat. Liczba wsi (komun) przynależących do Gagauz Yeri wynosi 23.

## Historia

### Współczesna historia Gagauzji
Odrodzenie dla Gagauzów przyszło dopiero pod koniec lat 80. XX wieku i było dziełem młodej inteligencji gagauskiej. Jej przedstawiciele w lutym 1988 r. założyli w Komracie organizację społeczną pod nazwą Gagauz-halkı („Lud Gagauski”), która szybko przerodziła się w ruch polityczny. Zaczęto czynić przygotowania do ustanowienia autonomii. Republika Gagauska została proklamowana 19 sierpnia 1990 roku (jako republika socjalistyczna) – był to jednakże twór separatystyczny. Po upadku ZSRR, Gagauzi znaleźli się w granicach nowego państwa jakim jest Republika Mołdawii. Od samego początku stosunki pomiędzy Komratem a Kiszyniowem były bardzo napięte. Władze centralne w Kiszyniowie (czyli Mołdawskiej SRR, a później niepodległej Mołdawii) nie uznawały secesji. 22 sierpnia 1990 r. zdelegalizowano Gagauz-halkı. W październiku tegoż roku omal nie doszło do rozlewu krwi, gdy dwudziestotysięczny oddział „ochotników” wyruszył z Kiszyniowa celem rozprawienia się z mieszkańcami zbuntowanego obszaru. Dopiero wkroczenie od strony Bołgradu wojska wysłanego przez władze moskiewskie do Gagauzji położyły kres napiętej sytuacji. W sierpniu 1991 roku aresztowano liderów gagauskich Stepana Topala i M. Kendigelyana. Gagauzi z kolei utworzyli namiastkę swoich sił zbrojnych, jakim był batalion „Budziak” złożony z 400 ochotników. Gagauzi, na licznych wiecach domagali się zachowania jako urzędowego, języka rosyjskiego, a także protestowali przeciwko niepodległości Mołdawii. Dopiero 23 grudnia 1994 roku Parlament Republiki Mołdawii przyjął „Ustawę o Specjalnym Prawnym Statusie Gagauzji (Gagauz Yeri)”. W roku 1995 odbyło się referendum, mające na celu wytyczenie granic administracyjnych Gagauzji oraz ustanowienie stolicy Autonomii.
W Autonomii Gagauskiej (Gagauz Yeri), podobnie jak w Naddniestrzu, istnieją nastroje separatystyczne.
Ludność przejawia silne tendencje prorosyjskie, mimo że w latach 1946–1947 w wyniku głodu aż 40-60% populacji Gagauzów na tym obszarze zmarło, co było wynikiem zarówno katastrofalnej suszy jak i drakońskich podatków i zawyżonych norm obowiązkowych dostaw dla państwa nałożonych przez władze radzieckie na rolników, którzy nie przejawiali chęci do kolektywizacji rolnictwa. Identyczna tragedia dotknęła w tym czasie także wsie gagauskie na terenie Budziaka, które po II wojnie światowej znalazły się w granicach Ukraińskiej SSSR Kubej (w czasach radzieckich Czerwenoarmejskoje), Aleksandrowka (Satalık Haci), Winogradowka (Kurçu), Kotłowina, Dimitrowka i inne. Tylko we wsi Kotłowina (dawniej Bolboka) z głodu zmarło wtedy aż 60% jej mieszkańców. Nie dziwi więc fakt (wziąwszy pod uwagę rusofilizm Gagauzów), że liczące się ugrupowanie społeczne na terenie Gagauzji nazywa się Jedna Gagauzja (wydające gazetę o tej samej nazwie), co jest jawnym nawiązaniem do putinowskiej partii Jedna Rosja. W dniu 19 września 2008 roku parlament gagauski przegłosował uznanie niepodległości Abchazji oraz Południowej Osetii. Wystosowano apel do prezydenta Mołdawii oraz parlamentu mołdawskiego aby Mołdawia uznała niepodległość wyżej wymienionych terytoriów należących formalnie do Gruzji. Dla kontrastu Gagauzja nigdy nie poparła aspiracji niepodległościowych Czeczenów.
Po parafowaniu przez Mołdawię w listopadzie 2013 roku umowy stowarzyszeniowej z Unią Europejską parlament Gagauzji uchwalił przeprowadzenie referendum sprawdzającego, czy ludność chce integracji z Unią Europejską czy tworzoną przez Rosję unią celną. Władze Mołdawii uznały decyzję za wykraczającą poza kompetencje parlamentu Gagauzji i podjęły działania na rzecz zablokowania tej inicjatywy.

## Język urzędowy
Językami urzędowymi są na obszarze Gagauzji: gagauski, rumuński i rosyjski. Pomimo że Gagauzi stanowią zdecydowaną większość ludności, to rosyjski jest językiem dominującym na tym obszarze. W języku gagauskim nie sporządza się żadnych dokumentów urzędowych.

## Ustrój polityczny
Na czele Autonomii stoi gubernator (baszkan), będący jednocześnie członkiem rządu Mołdawii.
Gagauzja posiada także swój lokalny parlament Halk Topluşu. Jest to najwyższy organ przedstawicielski. Parlament ma prawo tworzenia i legalizacji ustaw oraz innych aktów prawnych. Swoich przedstawicieli w parlamencie – minimum jednego – ma każda miejscowość w Gagauzji, niezależnie od liczby mieszkańców. W Halk Topluşu zasiada 35 deputowanych, wybranych na czteroletnią kadencję. Odpowiednikiem rządu jest Komitet Wykonawczy.
W momencie powstania Autonomii, Gagauzja otrzymała prawo do secesji w przypadku, gdyby Mołdawia chciała się zjednoczyć z Rumunią. Prawo to zostało jednak de facto anulowane poprzez zmianę zapisu artykułu nr 111 w konstytucji Republiki Mołdawii w roku 2003. W 2007 roku Başkan M. Formuzal powołał do życia nowy organ doradczy, jakim jest Rada Starszych składająca się z 27 członków.
Dotychczasowi przywódcy Autonomii Gagauskiej (Gagauz Yeri):
- od 1 grudnia 1991 r. do 19 czerwca 1995 r. – S. Topal (prezydent separatystycznej republiki)
- od 19 czerwca 1995 r. do 24 września 1999 r. – başkan G. Tabunşçik
- od 24 września 1999 r. do 21 czerwca 2002 r. – başkan D. Kroytor
- od 21 czerwca 2002 r. do 10 lipca 2002 r. – başkan tymczasowy V. Yanoglo
- od 10 lipca 2002 r. do 29 lipca 2002 r. – başkan tymczasowy I. Kristioglo
- od 29 lipca 2002 r. do 9 listopada 2002 r. – başkan tymczasowy G. Molla
- od 9 listopada 2002 r. do 29 grudnia 2006 r. – başkan G. Tabunşçik
- od 29 grudnia 2006 r. do 15 kwietnia 2015 r. – başkan Mihail Formuzal
- od 15 kwietnia 2015 r. do 19 lipca 2023 r. – başkan Irina Vlah[8]
- od 19 lipca 2023 r. – başkan Evghenia Guțul

## Ludność
Autonomię Gagauską o pierwotnej powierzchni 1832 km² zamieszkuje około 170 tys. osób. Mieszkają tu głównie Gagauzi – grupa etniczna (według opinii nauki bułgarskiej) lub naród (według samych Gagauzów zamieszkujących Budziak). Gagauzi wraz z Bułgarami przesiedlili się tutaj w XVIII i XIX wieku z obszaru Dobrudży. Zdaniem jednych badaczy Gagauzi są pochodzenia tureckiego, a w oczach innych są to sturczeni Bułgarzy lub nawet sturczeni Grecy. Na innych terytoriach Gagauzi z reguły identyfikują się jako Gagauzi, ale jednocześnie też jako Bułgarzy (Bułgaria, Kaukaz). Gagauzi wyznają prawosławie; stanowią ok. 80% ludności Autonomii. Na obszarze tym mieszkają także Bułgarzy (szczególnie wieś Kirsovo), Mołdawianie, Rosjanie, Ukraińcy oraz Polacy.
| Nazwa mołdawska       | Nazwa gagauska      | % Gagauzów |
| --------------------- | ------------------- | ---------- |
| Comrat (gmina)        | Comrat (gmina)      | 72,8%      |
| Ceadîr-Lunga (miasto) | Çadır-Lunga         | 73,7%      |
| Vulcănești (miasto)   | Vulcănești (miasto) | 69,4%      |
| Avdarma               | Avdarma             | 94,2%      |
| Baurci                | Baurçi              | 97,9%      |
| Beșalma               | Beșalma             | 96,7%      |
| Beșghioz (Beș-Ghioz)  | Beşgöz              | 93,0%      |
| Bugeac                | Bucak               | 61,8%      |
| Carbalia              | Kırbaalı            | 70,2%      |

| Nazwa mołdawska                   | Nazwa gagauska                    | % Gagauzów |
| --------------------------------- | --------------------------------- | ---------- |
| Cazaclia                          | Kazayak                           | 96,5%      |
| Chioselia Rusă (Chioselia Mică)   | Köseli Rus                        | 25,2%      |
| Chiriet-Lunga                     | Kiriyet-Lunga                     | 92,6%      |
| Chirsova                          | Kirsova                           | 45,6%      |
| Cioc-Maidan                       | Çokmeydan                         | 93,1%      |
| Cișmichioi (Cișmechioi)           | Çeşmeköy                          | 94,4%      |
| Congaz                            | Kongaz                            | 96,1%      |
| Congazcicul de Sus (Congazul-Mic) | Congazcicul de Sus (Congazul-Mic) | 73,4%      |
| Copceac (Tatar-Copceac)           | Kıpçak                            | 95,0%      |

| Nazwa mołdawska               | Nazwa gagauska                | % Gagauzów |
| ----------------------------- | ----------------------------- | ---------- |
| Cotovscoe (Cârlăneni)         | Kırlannar                     | 95,4%      |
| Dezghingea (Dezghinge)        | Dezgincä                      | 94,5%      |
| Etulia                        | Etulia                        | 92,7%      |
| Ferapontievca (Feraponteanca) | Ferapontievca (Feraponteanca) | 28,0%      |
| Gaidar (Gaidari)              | Haydar                        | 96,5%      |
| Joltai (Djoltai)              | Coltay                        | 96,0%      |
| Svetlîi (Denevița)            | Svetlîi (Denevița)            | 35,4%      |
| Tomai                         | Tomay                         | 95,1%      |

### Liczba ludności w poszczególnych latach
| 1959   | 1970   | 1979   | 1989   | 2004   | 2014   |
| ------ | ------ | ------ | ------ | ------ | ------ |
| 104449 | 142979 | 152850 | 163533 | 155646 | 161900 |

### Gagauzi
Populację wszystkich Gagauzów ocenia się obecnie na około 220 tysięcy. Zamieszkują oni nie tylko tak zwany Budziak (a więc południową Mołdawię oraz część obwodu odeskiego należącego obecnie do Ukrainy) ale także Bałkany, Kaukaz oraz niektóre kraje powstałe po rozpadzie ZSRR. Diaspora gagauska istnieje także w wielu odleglejszych krajach jak przykładowo: USA, Kanada, Australia czy też Brazylia.
Niewątpliwym autorytetem dla Gagauzów był Michał Czakir (Mihail Çakir), autor książki wydanej w roku 1934 – Historia Gagauzów w Besarabii. We wsi Beşalma znajduje się jedyne na świecie muzeum gagauskie (historyczno – etnograficzne). W stołecznym Komracie działa Komrat Delvet Universitesi (Komracki Uniwersytet Państwowy). W dniach 20–21 lipca 2006 roku odbył się w stolicy Gagauz Yeri Pierwszy Światowy Kongres Gagauzów.

### Skład etniczny
- Gagauzi: 82,0%
- Mołdawianie: 7,8%
- Bułgarzy: 4,8%
- Rosjanie: 2,4%
- Ukraińcy: 2,3%

### Polacy w Gagauzji
W Gagauzji istnieje także niewielka Polonia. W roku 2004 działacze polonijni założyli organizację pod nazwą Stowarzyszenie Polaków Gagauzji z siedzibą w Komracie. W 2015 roku zrzeszała ona 262 osoby polskiego pochodzenia. Od samego początku prezesem stowarzyszenia jest Ludmiła Wolewicz.
Stowarzyszenie za cel stawia nauczanie i rozpowszechnianie języka polskiego, zwyczajów, tradycji, historii i kultury polskich, jak również uczestnictwo mniejszości polskiej zamieszkałej w Gagauzji w życiu lokalnym i ogólnomołdawskim. Dzięki działaniom stowarzyszenia, już w 2005 roku w lokalnym liceum powstała klasa nauczająca w języku polskim. W celu realizacji tego zadania do Komratu przyjeżdżają na roczne pobyty nauczyciele z Polski. Stowarzyszenie wśród swoich celów wymienia również „poszerzanie świadomości i ochrona praw przysługujących członkom Stowarzyszenia; sprzyjanie rozwojowi związków kulturalnych, ekonomicznych itp.”
Poza działalnością kluczową aktywność Stowarzyszenia obejmuje cykliczne imprezy z okazji narodowych świąt polskich oraz uczestnictwo w uroczystościach i konkursach na poziomie ogólnokrajowym.